# التيار الوطني الديمقراطي الفلسطيني
التيار الوطني الديمقراطي الفلسطيني هو تيار وطني ديمقراطي فلسطيني مستقل، وأحد أجزاء التيار القومي العربي الديمقراطي. تشكل عام 2008، ويتزعمه أبو خالد العملة الذي شارك في عام 1983 في الانشقاق عن حركة فتح وتأسيس تنظيم فتح الانتفاضة. أُعلن في بيان التأسيس أن التيار لم تعد له أي صلة بفتح الانتفاضة.

## التأسيس
عُقد الاجتماع التحضيري للتيار في مدينة رام الله في 19 يوليو 2008 حيث تم تشكيل لجنة تحضيرية لها عدة لجان فرعية. وتم الإعلان عن انطلاقته في 25 أبريل 2009.